# Fuentes (manzana)
Fuentes es una variedad cultivar de manzano (Malus domestica) Esta manzana es originaria de Asturias y es una de las 76 variedades de manzana que se incluyen en la D.O.P. Sidra de Asturias. Está cultivada en la colección de manzanos asturianos del SERIDA.

## Sinonimia
- "Manzana Fuentes"

## Características
El manzano de la variedad 'Fuentes' tiene un vigor muy elevado. Silueta de la estructura de ramificación (sistema de formación en eje): 7 a 12. Tipo de fructificación: II
Época de inicio de floración (promedio periodo 2005-2009): De floración tardía-intermedia a mediados de la tercera decena de abril.
La variedad de manzana Fuentes tiene un fruto de tamaño pequeño, con una forma globulosa u oblonga, con una altura de 54 mm, y una anchura de (61-65 mm); con una relación altura-diámetro intermedia (0,86-0,95) o bastante elevada (0,96-1,05); posición del diámetro máximo en el medio. Pruina de la epidermis débil, siendo la textura de la epidermis lisa, estado ceroso de la epidermis ausente o débil; color de fondo de la epidermis amarillo verdoso, extensión del sobrecolor de media o alta; color del sobrecolor naranja marrón con estrías rojo a rosadas, con una intensidad de color media, tipo color de superficie en placas continuas con estrías, y con una cantidad de "russeting" (pardeamiento áspero superficial que presentan algunas variedades) ausente o muy baja.
Acostillado interior de la cubeta ocular fuerte a medio; coronamiento final del cáliz también llamado perfil de cubeta es acostillado u ondulado, apertura del ojo es algo abierto o cerrado, y tamaño del ojo es mediano a grande; profundidad de la cubeta ocular es de media a poco profunda, y la anchura de la cubeta ocular es de ancha a media, y la cantidad de "russeting" en cubeta ocular es ausente a muy baja. Longitud de los sépalos de largos (>5 mm) a medianos (4-5 mm).
Longitud del pedúnculo es muy corto (≤10 mm) a corto (11-15 mm) y algunos medianos (16-20 mm), espesor del pedúnculo es mediano a delgado, profundidad cubeta peduncular es profunda, y la anchura de la cubeta peduncular es ancha, y la cantidad de "russeting" en la cubeta peduncular es baja. Relación cubeta ocular-cubeta peduncular es cilíndrica.
Densidad de las lenticelas medianamente numerosas, tamaño de las lenticelas es pequeño a mediano y algunas grande, siendo el color núcleo de la lenticela marrón, sin aureola o con aureola blanca. Color de la pulpa crema; apertura de lóculos en sección transversal, están cerrados o algo abiertos.
Maduración en la segunda decena de noviembre.

## Rendimientos de producción
Producción: Entrada en producción rápida, cuando alcanza la plena producción ésta es >35 t/ha. Nivel de alternancia medio (contrañada).
Rendimiento en mosto (l/100 kg): 63,6 ± 2,1. Azúcares totales (g/l): 92,5 ± 5,7. Acidez total (g/l H2SO4): 6,2 ± 1,2. pH: 3,4 ± 0,3. Fenoles totales (g/l ac. Tánico): 1,2 ± 0,2. Grupo tecnológico: Muy ácido.

## D.O.P.Sidra de Asturias
La Denominación de Origen Protegida (D.O.P.) sidra de Asturias se ha de elaborar exclusivamente con manzanas procedentes de parcelas asturianas inscritas en el “Consejo Regulador de la Denominación de Origen”, que es el organismo oficial que según el artículo 10 del reglamento (CEE 2081/92) acreditado para certificar que una sidra cumpla los requisitos establecidos en su reglamento para ser “Sidra de Asturias”.
En la actualidad (2018) cuenta con 31 lagares, 322 cosecheros y 843 hectáreas registradas y auditadas.

## Sensibilidades
- Oidio: ataque medio
- Moteado: ataque fuerte
- Momificado: ataque muy débil[8]
- Chancro del manzano: ataque fuerte.[4][9]